# Pic Double
Le pic Double (en anglais : Double Peak) est un sommet américain dans le borough de la péninsule de Kenai, en Alaska. Il culmine à 2 078 mètres d'altitude dans les monts Chigmit de la chaîne aléoutienne. Il est protégé au sein des parc national et réserve de Lake Clark.